# 上吉田駅
上吉田駅（かみよしだえき）は、かつて静岡県榛原郡吉田町片岡にあった静岡鉄道駿遠線（軽便鉄道）の駅である。

## 当時の様子
住吉・片岡の二つの集落の境目付近にあり、駅の西側は吉田たんぼと呼ばれる一面の水田が広がっていた。駅の東側から国道150号片岡交差点付近にかけては商店街があり、交差点付近の静鉄バス片岡停留所からは、上りは静岡、焼津、藤枝、島田方面、下りは吉田町の沿岸部（川尻、住吉地区）や相良、御前崎方面への乗り換えが可能であった。
臨時快速（上りの一部と下り）を除くすべての列車が停車し、朝晩は通勤・通学客で賑わったが、貨物はそれ以上に多かった。住吉の漁港と養鰻業の盛んな川尻地区を控えており、鮮魚の出荷が極めて多かった。

## 現在の様子
跡地は道路と公園になっており、公園には島田信用金庫により寄贈された駅名標のモニュメントが設置されている。駅周辺の商店街は国道150号の拡幅と郊外型店舗の近隣への出店によって消滅しており、現在は住宅街となっている。
駅南側の国道150号沿い（吉田町住吉地内）に設けられた静鉄バス上吉田停留所は、2004年に「吉田町役場」に改称された。吉田町役場敷地内に駐輪場が整備されており、駿遠線の一部区間の代替路線である藤枝相良線のほか、東名高速道路を経由する特急静岡相良線が停車することから、特に静岡市方面への通勤・通学の利用者が多い。
また、駅東側の片岡停留所も現存するが、現在は商店街の消滅とバス路線の再編により島田方面のみの停車となった一方で、同停留所から交差点を挟んで駅北側（吉田町片岡地内）に開設された片岡北特別支援学校（旧吉田高校前）停留所が、静岡、藤枝、島田の各方面への路線が停車し、自転車駐輪場も整備されていることから吉田町役場停留所と同様に上吉田駅に代わる主要停留所となっている。

## 隣の駅
- 静岡鉄道駿遠線

遠州神戸駅 - 上吉田駅 - 根松駅